# Гармаківська сільська рада
Гармаківська сільська́ ра́да — адміністративно-територіальна одиниця та орган місцевого самоврядування в Барському районі Вінницької області. Адміністративний центр — село Гармаки.

## Загальні відомості
- Територія ради: 3,698 км²
- Населення ради: 1 204 особи (станом на 2001 рік)
- Територією ради протікає річка Рів.

## Населені пункти
Сільраді були підпорядковані населені пункти:
- с. Гармаки
- с-ще Діброва

## Склад ради
Рада складалася з 16 депутатів та голови.
- Голова ради: Стаднік Надія Анатоліївна
- Секретар ради: Кривопалова Любов Іванівна

### Керівний склад попередніх скликань
| Прізвище, ім'я, по батькові | Основні відомості                                                 | Дата обрання | Дата звільнення |
| --------------------------- | ----------------------------------------------------------------- | ------------ | --------------- |
| Стаднік Надія Анатоліївна   | Сільський голова, 1959 року народження, освіта вища, позапартійна | 26.03.2006   | 31.10.2010      |
| Стаднік Надія Анатоліївна   | Сільський голова, 1959 року народження, освіта вища, позапартійна | 31.10.2010   |                 |

Примітка: таблиця складена за даними сайту Верховної Ради України

### Депутати
За результатами місцевих виборів 2010 року депутатами ради стали:

#### За суб'єктами висування
| Суб'єкт висування                                       | Кількість обраних депутатів | %    |
| ------------------------------------------------------- | --------------------------- | ---- |
| Партія регіонів                                         | 8                           | 50   |
| Політична партія Всеукраїнське об'єднання «Батьківщина» | 6                           | 37,5 |
| Самовисування                                           | 2                           | 12,5 |

#### За округами
| № округу                                                | Прізвище, ім'я, по батькові       | Дата визнання обраним | Освіта             | Партійна приналежність | Відомості про обраного депутата                                     |
| ------------------------------------------------------- | --------------------------------- | --------------------- | ------------------ | ---------------------- | ------------------------------------------------------------------- |
| Партія регіонів                                         |                                   |                       |                    |                        |                                                                     |
| 2                                                       | Могила Леонід Миколайович         | 05.11.2010            | середня спеціальна | позапартійний          | Гармаківський дошкільний навчальний заклад, опалювач                |
| 4                                                       | Безпрозванна Оксана Володимирівна | 05.11.2010            | середня спеціальна | позапартійна           | Гармаківська бібліотека, бібліотекар                                |
| 6                                                       | Гуменний Петро Якович             | 05.11.2010            | середня спеціальна | позапартійний          | СТОВ «Надія» с. Гармаки, водій                                      |
| 9                                                       | Німачук Ольга Францівна           | 05.11.2010            | вища               | позапартійна           | Гармацька загальноосвітня школа І-ІІ ст., вчитель початкових класів |
| 11                                                      | Гребенюк Людмила Іванівна         | 05.11.2010            | вища               | позапартійна           | Гармаківський дошкільний навчальний заклад, вихователь              |
| 13                                                      | Кривопалова Любов Іванівна        | 05.11.2010            | вища               | позапартійна           | Гармаківська сільська рада, секретар                                |
| 15                                                      | Кадельчук Юрій Володимирович      | 05.11.2010            | вища               | позапартійний          | СТОВ «Прогрес», водій                                               |
| 16                                                      | Моспан Наталія Іванівна           | 05.11.2010            | середня спеціальна | позапартійна           | СТОВ «Прогрес», завідувачка господарства                            |
| Політична партія Всеукраїнське об'єднання «Батьківщина» |                                   |                       |                    |                        |                                                                     |
| 1                                                       | Крищук Анатолій Васильович        | 05.11.2010            | середня спеціальна | позапартійний          | ПП «Фундамент», виконавчий директор                                 |
| 5                                                       | Мариняк Віктор Олександрович      | 05.11.2010            | середня спеціальна | позапартійний          | Барський цукровий завод, водій                                      |
| 8                                                       | Берчак Валентин Казимірович       | 05.11.2010            | середня спеціальна | позапартійний          | тимчасово не працює                                                 |
| 10                                                      | Крищук Михайло Васильович         | 05.11.2010            | середня спеціальна | позапартійний          | ПП «Фундамент», майстер-налагоджувальник                            |
| 12                                                      | Цимбал Віталій Ігорович           | 05.11.2010            | вища               | позапартійний          | СТОВ «Надія» с. Гармаки, механізатор                                |
| 14                                                      | Пасуля Петро Іванович             | 05.11.2010            | вища               | позапартійний          | Літинський молокозавод, прийомщик молока                            |
| Самовисування                                           |                                   |                       |                    |                        |                                                                     |
| 3                                                       | Цимбал Ігор Васильович            | 05.11.2010            | середня спеціальна | позапартійний          | пенсіонер                                                           |
| 7                                                       | Лаврентюк Майя Станіславівна      | 05.11.2010            | вища               | позапартійна           | тимчасово не працює                                                 |